# 海底世界一周
『海底世界一周』（Around the World Under the Sea）は1966年のアメリカ合衆国のSF映画。出演はロイド・ブリッジスなど。作品全体にジュール・ヴェルヌの影響が見られる。

## キャスト
| 役名         | 俳優                   | 日本語吹替                   | 日本語吹替                                       |
| 役名         | 俳優                   | NETテレビ版                  | フジテレビ版                                     |
| ------------ | ---------------------- | ---------------------------- | ------------------------------------------------ |
| ダグ         | ロイド・ブリッジス     | 金内吉男                     | 羽佐間道夫                                       |
| マギー       | シャーリー・イートン   | 里見京子                     | 八並映子                                         |
| クレイグ     | ブライアン・ケリー     | 小林修                       | 小林清志                                         |
| フィル       | デヴィッド・マッカラム |                              | 井上真樹夫                                       |
| ハンク       | キーナン・ウィン       |                              | 永井一郎                                         |
| オリン       | マーシャル・トンプソン |                              | 嶋俊介                                           |
| ガス所長     | ゲイリー・メリル       |                              | 真木恭介                                         |
| ブリンクマン | ロン・ヘイズ           |                              | 原田一夫                                         |
| ハムロ博士   | ジョージ柴田           |                              | 仲木隆司                                         |
| 副大統領     | ドナルド・リントン     |                              | 村越伊知郎                                       |
| 艦長         | フランク・ローガン     |                              | 加藤修                                           |
| ナレーター   | N/A                    |                              | 納谷六朗                                         |
| 不明 その他  |                        |                              | 小関一 村山明 塚田恵美子 戸部光代                |
|              |                        |                              |                                                  |
| 演出         | 演出                   |                              | 山田悦司                                         |
| 翻訳         | 翻訳                   |                              | 山田実                                           |
| 効果         | 効果                   |                              | 赤塚不二夫                                       |
| 調整         | 調整                   |                              | 田中英行                                         |
| 制作         | 制作                   |                              | グロービジョン                                   |
| 解説         |                        |                              |                                                  |
| 初回放送     | 初回放送               | 1971年2月12日 『洋画特別席』 | 1976年8月30日 『ゴールデン洋画劇場』 21:00-22:55 |

## スタッフ
- 監督・製作：アンドリュー・マートン（英語版）
- 原作：エルマー・パーソンズ
- 脚本：アーサー・ワイズ、アート・アーサー
- 撮影：クリフォード・ポーランド、ラマー・ボーレン
- 音楽：ハリー・サックマン